# 太田川 (和歌山県)
太田川（おおたがわ）は、和歌山県南部を流れる太田川水系の本流で二級河川である。

## 地理
東牟婁郡那智勝浦町の那智山に発して上流は南西に流れ、中上流で南南東に湾曲し、出合で小匠川と合流し、那智勝浦町下里で熊野灘に注ぐ。なお、那智山の東麓には那智川がある。
河川利用の95％は山林であり、農地は畑が4％に過ぎない。そのうち、上流部の口色川は色川茶の栽培地区であり、日置川中流の白浜町市鹿野（川添茶）と並ぶ県内の主要茶産地となっている。
太田川の水は水道水として、那智勝浦町・太地町に供給されている。
紀伊半島南部はとりわけ梅雨前線や台風の被害を受けやすく、その度に太田川も幾度となく洪水に見舞われている。そのため、支流の小匠川に、水源調節のための小匠ダムが敷設されたり、コンクリート堰堤を設けたり、護岸を補強したりしている。
2011年の台風12号でも下流部下里地区で、小匠ダムの緊急放水によって河川氾濫と破堤が発生し、下里地区数百棟が床上・床下浸水するなどの被害を受けている（深刻な土石流災害が発生したのは那智川流域である）。

## 自然
河口にはハマボウの群落を見ることができる。下流部の周辺には湿地・湿田が広がり、田原の湿地として知られる。
支流には小匠ダムがあるが、本流にはダムが存在せず、複数の支流がある。古座川や熊野川と比較すると知名度は低いが、淡水生物が数多く棲息する清流としても名を馳せており、古座川とともに鮎の遡上も見られる。

## 歴史
歴史的には熊野古道とつながりが深い。河川を横断するように、中流域には熊野古道中辺路が、下流域には熊野古道大辺路がある。河口付近には勝浦温泉とマグロの水揚げで知られる勝浦漁港がある。
2007年12月中旬ごろ、降雨量の減少で太田川の水量が減り市屋水源地に海水が逆流したことと、森浦水源地の給水源となる与根子池の水量が減ったことの双方が原因で、太地町に配給していた水道水の塩分濃度が高くなった。飲用には影響がなかったが同月29日から給水活動があった。

## 流域の自治体
和歌山県
東牟婁郡那智勝浦町

## 支流
仲ノ川・懸川（色川）・小匠川・熊瀬川・井鹿（いじし）川 他